# Teorema de Kennelly
El teorema de Kennelly, llamado así en homenaje a Arthur Edwin Kennelly, permite determinar la carga equivalente en estrella a una dada en triángulo y viceversa. El teorema también se le suele llamar de transformación estrella-triángulo (escrito Y-Δ) o transformación te-delta (escrito T-Δ).

## Ecuaciones de transformación
En la siguiente tabla se muestran las ecuaciones de transformación en función de las impedancias y de las admitancias.
| En función de las impedancias                                                                                              | En función de las admitancias                                                                                              |
| --- | --- |
| {\displaystyle {\vec {Z}}_{AT}={\frac {{\vec {Z}}_{AB}.{\vec {Z}}_{AC}}{{\vec {Z}}_{AB}+{\vec {Z}}_{BC}+{\vec {Z}}_{AC}}}} | {\displaystyle {\vec {Y}}_{AT}={\vec {Y}}_{AB}+{\vec {Y}}_{AC}+{\frac {{\vec {Y}}_{AB}.{\vec {Y}}_{AC}}{{\vec {Y}}_{BC}}}} |
| {\displaystyle {\vec {Z}}_{BT}={\frac {{\vec {Z}}_{AB}.{\vec {Z}}_{BC}}{{\vec {Z}}_{AB}+{\vec {Z}}_{BC}+{\vec {Z}}_{AC}}}} | {\displaystyle {\vec {Y}}_{BT}={\vec {Y}}_{AB}+{\vec {Y}}_{BC}+{\frac {{\vec {Y}}_{AB}.{\vec {Y}}_{BC}}{{\vec {Y}}_{AC}}}} |
| {\displaystyle {\vec {Z}}_{CT}={\frac {{\vec {Z}}_{AC}.{\vec {Z}}_{BC}}{{\vec {Z}}_{AB}+{\vec {Z}}_{BC}+{\vec {Z}}_{AC}}}} | {\displaystyle {\vec {Y}}_{CT}={\vec {Y}}_{AC}+{\vec {Y}}_{BC}+{\frac {{\vec {Y}}_{AC}.{\vec {Y}}_{BC}}{{\vec {Y}}_{AB}}}} |

| En función de las impedancias                                                                                     | En función de las admitancias                                                                                              |
| --- | --- |
| {\displaystyle Z_{AB}={\vec {Z}}_{AT}+{\vec {Z}}_{BT}+{\frac {{\vec {Z}}_{AT}.{\vec {Z}}_{BT}}{{\vec {Z}}_{CT}}}} | {\displaystyle {\vec {Y}}_{AB}={\frac {{\vec {Y}}_{AT}.{\vec {Y}}_{BT}}{{\vec {Y}}_{AT}+{\vec {Y}}_{BT}+{\vec {Y}}_{CT}}}} |
| {\displaystyle Z_{BC}={\vec {Z}}_{BT}+{\vec {Z}}_{CT}+{\frac {{\vec {Z}}_{BT}.{\vec {Z}}_{CT}}{{\vec {Z}}_{AT}}}} | {\displaystyle {\vec {Y}}_{BC}={\frac {{\vec {Y}}_{BT}.{\vec {Y}}_{CT}}{{\vec {Y}}_{AT}+{\vec {Y}}_{BT}+{\vec {Y}}_{CT}}}} |
| {\displaystyle Z_{AC}={\vec {Z}}_{AT}+{\vec {Z}}_{CT}+{\frac {{\vec {Z}}_{AT}.{\vec {Z}}_{CT}}{{\vec {Z}}_{BT}}}} | {\displaystyle {\vec {Y}}_{AC}={\frac {{\vec {Y}}_{AT}.{\vec {Y}}_{CT}}{{\vec {Y}}_{AT}+{\vec {Y}}_{BT}+{\vec {Y}}_{CT}}}} |

## Demostración
A continuación se demuestra analíticamente las ecuaciones de Kennelly.

### Circuito Triángulo a estrella

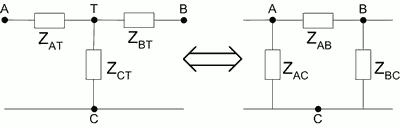
Figura 1. Equivalencia entre cargas en estrella (izquierda) y triángulo (derecha).

Supongamos conocidos los valores ZAB, ZBC y ZAC de la carga en triángulo de la figura 1 y deseamos obtener los valores ZAT, ZBT y ZCT de su equivalente en estrella. Para ello obtendremos en ambos circuitos las impedancias equivalentes respecto de los puntos A-B, B-C y A-C y las igualaremos puesto que son cargas equivalentes (observe que en la estrella quedan siempre dos impedancias en serie, mientras que en el triángulo quedan dos en serie con la tercera en paralelo):

La ecuaciones de Kennelly se obtienen a partir de las anteriores del siguiente modo:
1. Sumando las ecuaciones (1) y (3) y restando el resultado de la (2)
2. Sumando las ecuaciones (1) y (2) y restando el resultado de la (3)
3. Sumando las ecuaciones (2) y (3) y restando el resultado de la (1)

### Estrella a Triángulo
Supongamos ahora el caso opuesto, esto es, conocidos los valores ZAT, ZBT y ZCT de la estrella de la figura 1, deseamos obtener los valores ZAB, ZBC y ZAC de la carga en triángulo equivalente. Para ello se tomarán las ecuaciones de transformación Δ-Y, donde por simplificación de notación tomaremos
{\displaystyle {\vec {Z}}_{T}={\vec {Z}}_{AB}+{\vec {Z}}_{BC}+{\vec {Z}}_{AC}}
quedando las ecuaciones siguientes:
| {\displaystyle {\vec {Z}}_{AT}={\frac {{\vec {Z}}_{AB}.{\vec {Z}}_{AC}}{{\vec {Z}}_{T}}}} ; | {\displaystyle {\vec {Z}}_{BT}={\frac {{\vec {Z}}_{AB}.{\vec {Z}}_{BC}}{{\vec {Z}}_{T}}}} ; | {\displaystyle {\vec {Z}}_{CT}={\frac {{\vec {Z}}_{AC}.{\vec {Z}}_{BC}}{{\vec {Z}}_{T}}}} |

Realizando las tres multiplicaciones binarias posibles entre ellas, se obtiene
{\displaystyle {\frac {({\vec {Z}}_{AB})^{2}.{\vec {Z}}_{AC}.{\vec {Z}}_{BC}}{({\vec {Z}}_{T})^{2}}}={\vec {Z}}_{AT}.{\vec {Z}}_{BT}}
{\displaystyle {\frac {{\vec {Z}}_{AB}.({\vec {Z}}_{AC})^{2}.{\vec {Z}}_{BC}}{({\vec {Z}}_{T})^{2}}}={\vec {Z}}_{AT}.{\vec {Z}}_{CT}}
{\displaystyle {\frac {{\vec {Z}}_{AB}.{\vec {Z}}_{AC}.({\vec {Z}}_{BC})^{2}}{({\vec {Z}}_{T})^{2}}}={\vec {Z}}_{BT}.{\vec {Z}}_{CT}}
Y sumándolas
{\displaystyle {\frac {({\vec {Z}}_{AB})^{2}.{\vec {Z}}_{AC}.{\vec {Z}}_{BC}+{\vec {Z}}_{AB}.({\vec {Z}}_{AC})^{2}.{\vec {Z}}_{BC}+{\vec {Z}}_{AB}.{\vec {Z}}_{AC}.({\vec {Z}}_{BC})^{2}}{({\vec {Z}}_{T})^{2}}}=}

{\displaystyle ={\vec {Z}}_{AT}.{\vec {Z}}_{BT}+{\vec {Z}}_{AT}.{\vec {Z}}_{CT}+{\vec {Z}}_{BT}.{\vec {Z}}_{CT}}

Dividamos el primer miembro por el valor de {\displaystyle {\vec {Z}}_{AT}}:

{\displaystyle {\frac {\frac {({\vec {Z}}_{AB})^{2}.{\vec {Z}}_{AC}.{\vec {Z}}_{BC}+{\vec {Z}}_{AB}.({\vec {Z}}_{AC})^{2}.{\vec {Z}}_{BC}+{\vec {Z}}_{AB}.{\vec {Z}}_{AC}.({\vec {Z}}_{BC})^{2}}{({\vec {Z}}_{T})^{2}}}{\frac {{\vec {Z}}_{AB}.{\vec {Z}}_{AC}}{{\vec {Z}}_{T}}}}=}

{\displaystyle {\frac {{\vec {Z}}_{AB}.{\vec {Z}}_{BC}+{\vec {Z}}_{AC}.{\vec {Z}}_{BC}+({\vec {Z}}_{BC})^{2}}{{\vec {Z}}_{T}}}={\frac {{\vec {Z}}_{BC}({\vec {Z}}_{AB}+{\vec {Z}}_{AC}+{\vec {Z}}_{BC})}{{\vec {Z}}_{T}}}={\vec {Z}}_{BC}}

Y dividiendo el segundo miembro por {\displaystyle {\vec {Z}}_{AT}}:

{\displaystyle ={\frac {{\vec {Z}}_{AT}.{\vec {Z}}_{BT}+{\vec {Z}}_{AT}.{\vec {Z}}_{CT}+{\vec {Z}}_{BT}.{\vec {Z}}_{CT}}{{\vec {Z}}_{AT}}}={\vec {Z}}_{BT}+{\vec {Z}}_{CT}+{\frac {{\vec {Z}}_{BT}.{\vec {Z}}_{CT}}{{\vec {Z}}_{AT}}}}

Igualando ambos resultados obtenemos una de las ecuaciones de transformación. Las otras dos pueden obtenerse del mismo modo dividiendo por {\displaystyle {\vec {Z}}_{BT}} y {\displaystyle {\vec {Z}}_{CT}}